# Kituro Rugby Club

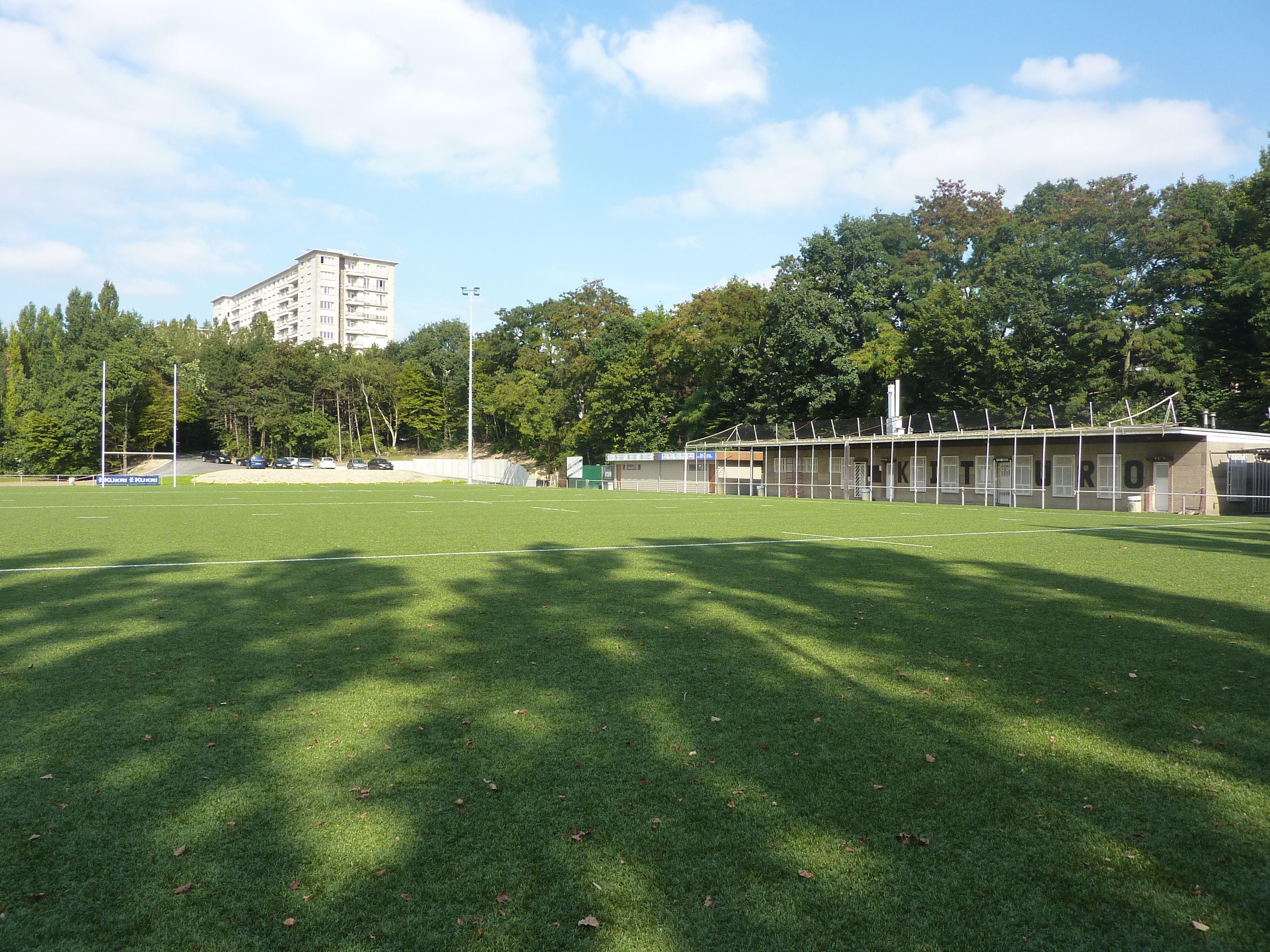
Kituro Rugby Club

El Kituro Rugby Club es un club de rugby de Bélgica, del municipio de Schaerbeek en Bruselas. Fue fundado en 1961.

## Palmarés
- Primera división belga (4) : 1967, 1996, 2009, 2011.
- Copa de Bélgica (6) : 1969, 1977, 1981, 1983, 1993, 1998.